# ماندرن
ماندرن (به فرانسوی: Manderen) یک کمون در فرانسه است که در Canton of Sierck-les-Bains واقع شده‌است.

## خصوصیات
ماندرن ۸٫۹۲ کیلومترمربع مساحت و ۳۸۳ نفر جمعیت دارد و ۲۵۵ متر بالاتر از سطح دریا واقع شده‌است.